# Colectivo de Estudiantes de Madrid
El Colectivo de Estudiantes de Madrid (CEM) fue una organización estudiantil surgida en 2013 tras la convergencia de diversas asociaciones estudiantiles de la Comunidad de Madrid. Llegó a contar con representación en todas las universidades públicas y en buena parte de los institutos de la región. Desde 2016 se encuentra inactiva.

## Historia

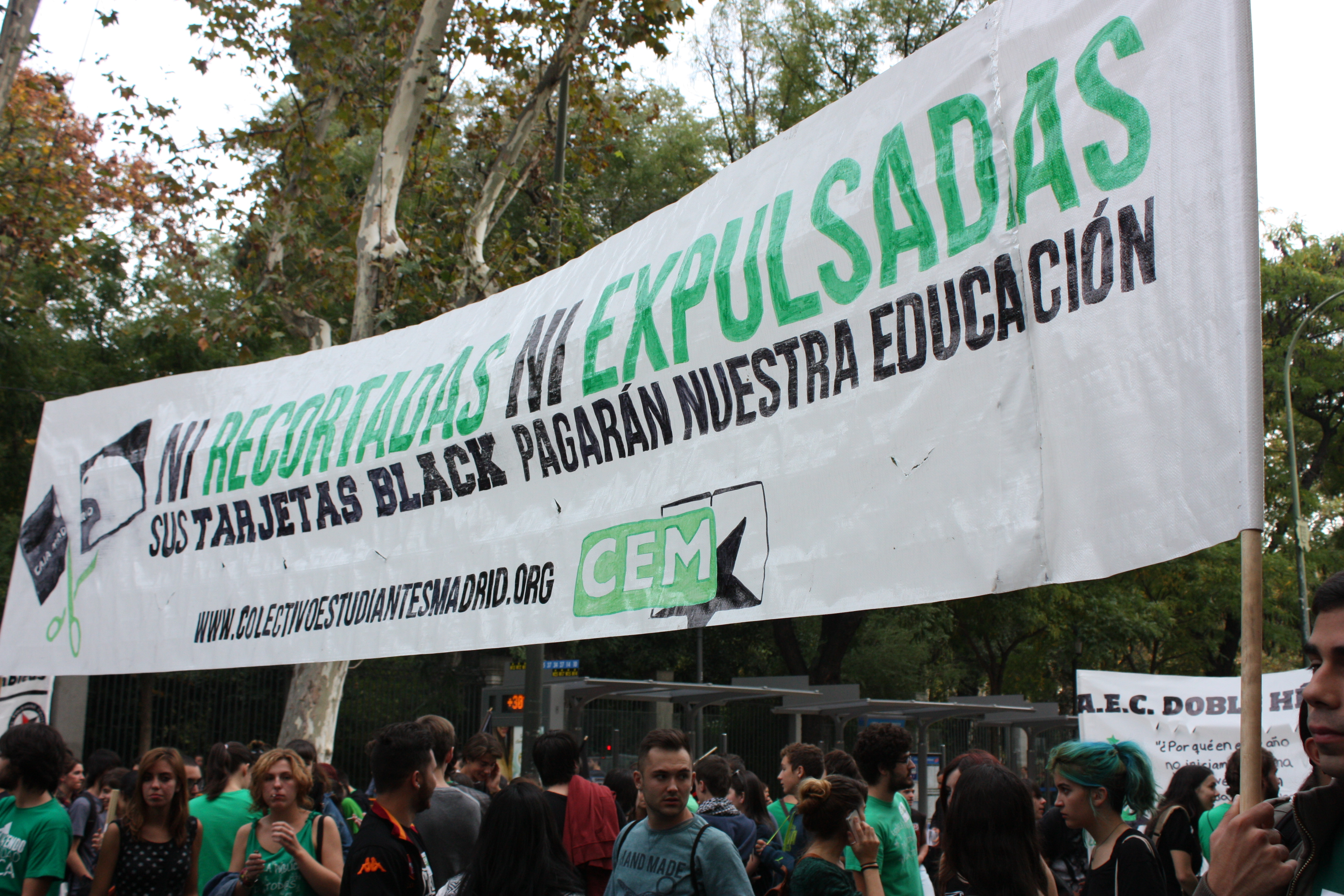
Pancarta de la Manifestación por la Educación pública 23O

El Colectivo  de Estudiantes de Madrid nace en noviembre de 2013 después de la celebración de una serie de encuentros asociativos, de carácter abierto, en que participaron distintas asociaciones de estudiantes de la Comunidad de Madrid. Así, una veintena de agrupaciones firmarían un manifiesto en que se plasmaban reivindicaciones como la defensa de la educación pública, el feminismo o los derechos de la juventud bajo la etiqueta #LaPublicaNosUne.
A partir de ahí, la plataforma comenzó a participar en las movilizaciones de la Marea Verde, sumándose a las convocatorias de huelga educativa de los meses de marzo y mayo de 2014 y convocando protestas en la Universidad Complutense. 
También, a nivel institucional apoyó las candidaturas estudiantiles Por la Pública en la Universidad Carlos III,  en la Universidad Autónoma de Madrid y en la Universidad Complutense de Madrid, obteniendo representantes en delegaciones de estudiantes, juntas de facultad y Claustros. En septiembre de 2014, la delegación de estudiantes de la UCM protestaría en el inicio del curso académico por los recortes en educación llevados a cabo en los últimos años.

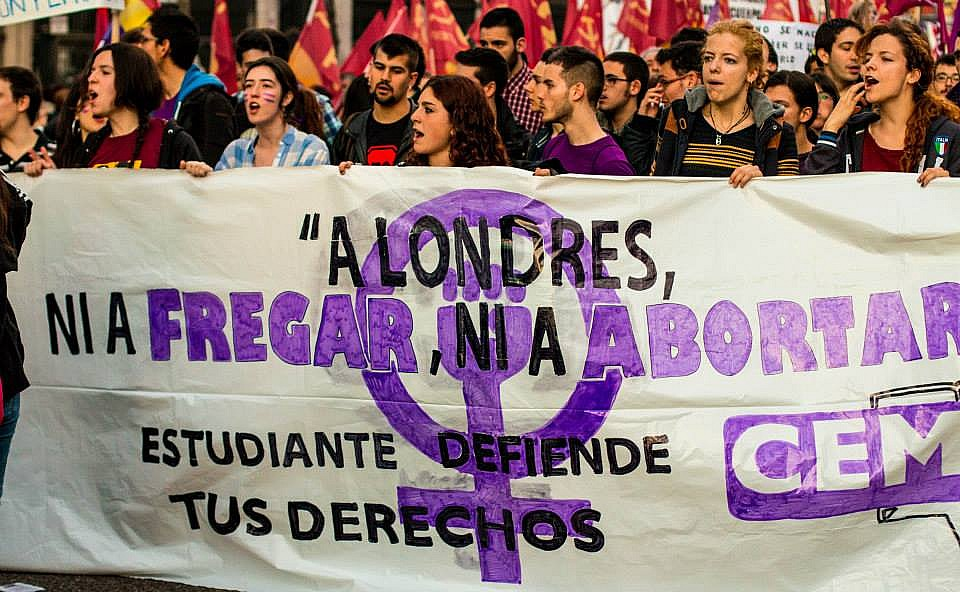
El CEM durante una manifestación en defensa del derecho al aborto

A comienzos del curso 2014-2015, la Asamblea General del CEM se suma a la movilización del 23 de octubre, sin que las bases decidieran apoyar la huelga, que según ellos venía impuesta desde el Sindicato de Estudiantes, en la que salieron miles de personas a la calle. Para anunciar dicha movilización, diversos grupos del movimiento estudiantil madrileño, entre los que se encontraba el CEM, realizó una cadena humana uniendo con camisetas de la Marea Verde el Ministerio de Educación y una sucursal del Banco Santander.
En el año 2016 cesó su actividad sin motivo aparente sin llegar a disolverse oficialmente.

## Actividad
El CEM llegó a estar compuesto por una veintena de asociaciones tanto de las universidades públicas como de los institutos de la Comunidad de Madrid. Además de llevar a cabo diversas huelgas y protestas en defensa de la educación pública, el CEM participó en diversos movimientos sociales, sumándose a la convocatoria de las Marchas de la Dignidad del 22M o a las protestas en defensa del derecho al aborto.